# Temporada 2005 de Fórmula 3 Euroseries
La temporada 2005 de Fórmula 3 Euroseries fue la tercera edición de dicho campeonato. Comenzó el 16 de abril en Hockenheimring y finalizó el 23 de octubre en el mismo circuito. Jamie Green fue el defensor del Campeonato de Pilotos, mientras que ASM Formule 3 fue el equipo defensor del Campeonato de Escuderías. 
Lewis Hamilton ganó de Campeonato de Pilotos, mientras que ASM Formule 3 retuvo el Campeonato de Escuderías.

## Escuderías y pilotos
Las escuderías y pilotos para la temporada 2005 fueron las siguientes:
| Escudería               | N.º | Piloto              | Estado | Chasis            | Motor        | Rondas |
| ----------------------- | --- | ------------------- | ------ | ----------------- | ------------ | ------ |
| ASM Formule 3           | 1   | Lewis Hamilton      |        | F305/021          | Mercedes     | Todas  |
| ASM Formule 3           | 2   | Adrian Sutil        |        | F305/059          | Mercedes     | 1–9    |
| ASM Formule 3           | 2   | Maximilian Götz     |        | F305/059          | Mercedes     | 10     |
| Signature-Plus          | 3   | Loïc Duval          |        | F305/036          | Opel         | Todas  |
| Signature-Plus          | 4   | James Rossiter      |        | F305/029          | Opel         | Todas  |
| Team Rosberg            | 5   | Kōhei Hirate        |        | F305/003          | Opel         | Todas  |
| Team Rosberg            | 6   | Giedo van der Garde |        | F305/039          | Opel         | Todas  |
| Manor Motorsport        | 7   | Lucas Di Grassi     |        | F305/025 F305/062 | Mercedes     | Todas  |
| Manor Motorsport        | 8   | Paul Di Resta       | N      | F305/020          | Mercedes     | Todas  |
| ASL Mücke Motorsport    | 9   | Sebastian Vettel    | N      | F305/011          | Mercedes     | Todas  |
| ASL Mücke Motorsport    | 10  | Átila Abreu         | N      | F305/028          | Mercedes     | Todas  |
| Prema Powerteam         | 11  | Gregory Franchi     |        | F305/004          | Opel         | Todas  |
| Prema Powerteam         | 12  | Marco Bonanomi      |        | F305/026          | Opel         | Todas  |
| Prema Powerteam         | 23  | Franck Perera       |        | F305/023          | Opel         | Todas  |
| Signature               | 14  | Fabio Carbone       |        | R1/001            | Opel         | Todas  |
| Signature               | 15  | Guillaume Moreau    | N      | F305/035          | Opel         | Todas  |
| HBR Motorsport          | 16  | Alejandro Núñez     |        | F305/027          | Opel         | Todas  |
| HBR Motorsport          | 17  | Maximilian Götz     |        | F305/040          | Opel         | 1–4    |
| HBR Motorsport          | 17  | Danny Watts         |        | F305/040          | Opel         | 7      |
| HBR Motorsport          | 22  | Hannes Neuhauser    |        | F305/045          | Opel         | Todas  |
| Team Midland Euroseries | 18  | Esteban Guerrieri   | N      | F305/034          | TOM's Toyota | Todas  |
| Team Midland Euroseries | 19  | Richard Antinucci   |        | F305/001          | TOM's Toyota | 1–4    |
| Team Midland Euroseries | 19  | Nico Verdonck       |        | F305/001          | TOM's Toyota | 5–6    |
| Team Midland Euroseries | 19  | Stephen Jelley      |        | F305/001          | TOM's Toyota | 7      |
| Team Midland Euroseries | 19  | Rob Austin          |        | F305/001          | TOM's Toyota | 8–9    |
| Team Midland Euroseries | 19  | Ben Clucas          |        | F305/001          | TOM's Toyota | 10     |
| AM-Holzer Rennsport     | 20  | Thomas Holzer       |        | F305/060          | Opel         | Todas  |
| Ross Zwolsman           | 24  | Ross Zwolsman       |        | F305/024          | Opel         | 1–4    |
| Team I.S.R.             | 25  | Filip Salaquarda    |        | F305/046          | Opel         | Todas  |
| Ombra Racing            | 26  | Paolo Montin        |        | F305/064          | Honda        | 9      |
| Julia Kuhn              | 27  | Julia Kuhn          |        | F305/063          | Opel         | 7      |

| Icono | Leyenda |
| ----- | ------- |
| N     | Novato  |

## Calendario
El calendario consistió de las siguientes 10 rondas:
| Ronda | Ronda | Circuito                        | Fecha            |
| ----- | ----- | ------------------------------- | ---------------- |
| 1     | C1    | Hockenheimring                  | 16 de abril      |
| 1     | C2    | Hockenheimring                  | 17 de abril      |
| 2     | C1    | Circuito callejero de Pau-Ville | 7 de mayo        |
| 2     | C2    | Circuito callejero de Pau-Ville | 8 de mayo        |
| 3     | C1    | Circuito de Spa-Francorchamps   | 14 de mayo       |
| 3     | C2    | Circuito de Spa-Francorchamps   | 15 de mayo       |
| 4     | C1    | Circuito de Mónaco              | 20 de mayo       |
| 4     | C2    | Circuito de Mónaco              | 21 de mayo       |
| 5     | C1    | Motorsport Arena Oschersleben   | 25 de junio      |
| 5     | C2    | Motorsport Arena Oschersleben   | 26 de junio      |
| 6     | C1    | Norisring, Núremberg            | 16 de julio      |
| 6     | C2    | Norisring, Núremberg            | 17 de julio      |
| 7     | C1    | Nürburgring                     | 6 de agosto      |
| 7     | C2    | Nürburgring                     | 7 de agosto      |
| 8     | C1    | Circuito de Zandvoort           | 27 de agosto     |
| 8     | C2    | Circuito de Zandvoort           | 28 de agosto     |
| 9     | C1    | EuroSpeedway Lausitz            | 17 de septiembre |
| 9     | C2    | EuroSpeedway Lausitz            | 18 de septiembre |
| 10    | C1    | Hockenheimring                  | 22 de octubre    |
| 10    | C2    | Hockenheimring                  | 23 de octubre    |

## Resultados
| Ronda | Ronda | Ronda                           | Pole Position       | Vuelta rápida       | Piloto ganador   | Escudería ganadora | Novato ganador    |
| ----- | ----- | ------------------------------- | ------------------- | ------------------- | ---------------- | ------------------ | ----------------- |
| 1     | C1    | Hockenheimring                  | Lewis Hamilton      | Lewis Hamilton      | Lewis Hamilton   | ASM Formule 3      | Átila Abreu       |
| 1     | C2    | Hockenheimring                  | Paul Di Resta       | Richard Antinucci   | James Rossiter   | Signature Plus     | Sebastian Vettel  |
| 2     | C1    | Circuito callejero de Pau-Ville | Lewis Hamilton      | Lewis Hamilton      | Lewis Hamilton   | ASM Formule 3      | Guillaume Moreau  |
| 2     | C2    | Circuito callejero de Pau-Ville | Lewis Hamilton      | Lewis Hamilton      | Lewis Hamilton   | ASM Formule 3      | Guillaume Moreau  |
| 3     | C1    | Circuito de Spa-Francorchamps   | Lewis Hamilton      | Adrian Sutil        | Adrian Sutil     | ASM Formule 3      | Guillaume Moreau  |
| 3     | C2    | Circuito de Spa-Francorchamps   | Adrian Sutil        | Lewis Hamilton      | Lewis Hamilton   | ASM Formule 3      | Átila Abreu       |
| 4     | C1    | Circuito de Mónaco              | Lewis Hamilton      | Adrian Sutil        | Lewis Hamilton   | ASM Formule 3      | Esteban Guerrieri |
| 4     | C2    | Circuito de Mónaco              | Lewis Hamilton      | Lewis Hamilton      | Lewis Hamilton   | ASM Formule 3      | Esteban Guerrieri |
| 5     | C1    | Motorsport Arena Oschersleben   | Lucas Di Grassi     | Giedo van der Garde | Lucas Di Grassi  | Manor Motorsport   | Sebastian Vettel  |
| 5     | C2    | Motorsport Arena Oschersleben   | Lewis Hamilton      | Lewis Hamilton      | Lewis Hamilton   | ASM Formule 3      | Sebastian Vettel  |
| 6     | C1    | Norisring, Núremberg            | Lewis Hamilton      | Lewis Hamilton      | Lewis Hamilton   | ASM Formule 3      | Sebastian Vettel  |
| 6     | C2    | Norisring, Núremberg            | Lewis Hamilton      | Adrian Sutil        | Lewis Hamilton   | ASM Formule 3      | Sebastian Vettel  |
| 7     | C1    | Nürburgring                     | Paul Di Resta       | Paul Di Resta       | Adrian Sutil     | ASM Formule 3      | Átila Abreu       |
| 7     | C2    | Nürburgring                     | Lucas Di Grassi     | Lewis Hamilton      | Lewis Hamilton   | ASM Formule 3      | Sebastian Vettel  |
| 8     | C1    | Circuito de Zandvoort           | Lewis Hamilton      | Paul Di Resta       | Guillaume Moreau | Signature          | Guillaume Moreau  |
| 8     | C2    | Circuito de Zandvoort           | Lewis Hamilton      | Lucas Di Grassi     | Lewis Hamilton   | ASM Formule 3      | Sebastian Vettel  |
| 9     | C1    | EuroSpeedway Lausitz            | Giedo van der Garde | Esteban Guerrieri   | Lewis Hamilton   | ASM Formule 3      | Sebastian Vettel  |
| 9     | C2    | EuroSpeedway Lausitz            | Paul Di Resta       | Lewis Hamilton      | Lewis Hamilton   | ASM Formule 3      | Guillaume Moreau  |
| 10    | C1    | Hockenheimring                  | Lewis Hamilton      | Sebastian Vettel    | Lewis Hamilton   | ASM Formule 3      | Esteban Guerrieri |
| 10    | C2    | Hockenheimring                  | Lewis Hamilton      | Lewis Hamilton      | Lewis Hamilton   | ASM Formule 3      | Guillaume Moreau  |

Puntuaciones
| Posición | 1º | 2º | 3º | 4º | 5º | 6º | 7º | 8º | Pole |
| Puntos   | 10 | 8  | 6  | 5  | 4  | 3  | 2  | 1  | 1    |

### Campeonato de Pilotos
| Pos.                                       | Piloto              | HOC1 | HOC1 | PAU | PAU | SPA | SPA | MON | MON | OSC | OSC | NOR | NOR | NÜR | NÜR | ZAN | ZAN | LAU | LAU | HOC2 | HOC2 | Puntos |
| ------------------------------------------ | ------------------- | ---- | ---- | --- | --- | --- | --- | --- | --- | --- | --- | --- | --- | --- | --- | --- | --- | --- | --- | ---- | ---- | ------ |
| 1                                          | Lewis Hamilton      | 1    | 3    | 1   | 1   | DSQ | 1   | 1   | 1   | 3   | 1   | 1   | 1   | 12  | 1   | Ret | 1   | 1   | 1   | 1    | 1    | 172    |
| 2                                          | Adrian Sutil        | 2    | 20†  | Ret | 2   | 1   | 2   | 2   | Ret | 2   | 3   | Ret | 2   | 1   | 3   | Ret | 11  | 4   | 2   |      |      | 94     |
| 3                                          | Lucas Di Grassi     | Ret  | DNS  | 5   | 7   | DSQ | 3   | 7   | 5   | 1   | 2   | 5   | 6   | 2   | Ret | Ret | Ret | 8   | 3   | 2    | Ret  | 68     |
| 4                                          | Franck Perera       | Ret  | 8    | Ret | 6   | 6   | 6   | 5   | 3   | 6   | 15  | 4   | 3   | 5   | 6   | 3   | 6   | 5   | 5   | 4    | 5    | 67     |
| 5                                          | Sebastian Vettel    | 15   | 5    | 7   | 11  | DSQ | 13  | 18  | 17† | 5   | 5   | 2   | 4   | 11  | 2   | 2   | 2   | 3   | 15  | 13   | 3    | 63     |
| 6                                          | Loïc Duval          | 6    | 2    | 2   | 3   | 12† | DNS | 3   | 2   | Ret | 8   | Ret | 5   | 6   | 10  | 10  | 16† | 12  | 9   | DSQ  | 4    | 52     |
| 7                                          | James Rossiter      | 4    | 1    | 3   | 4   | 2   | 8   | 4   | 4   | 15  | 13  | Ret | 7   | 10  | Ret | Ret | 10  | 18  | 14  | 5    | 9    | 51     |
| 8                                          | Guillaume Moreau    | 9    | 10   | 4   | 8   | 3   | Ret | Ret | Ret | 7   | 11  | 8   | 11  | 16  | 8   | 1   | 4   | 6   | 4   | Ret  | 2    | 47     |
| 9                                          | Giedo van der Garde | Ret  | 4    | 6   | 15† | Ret | 17  | 11  | Ret | 17  | 6   | Ret | Ret | 8   | 5   | Ret | 3   | 2   | 6   | Ret  | 13   | 34     |
| 10                                         | Paul Di Resta       | Ret  | 17   | 14  | DNS | DSQ | 5   | 8   | 6   | 4   | 4   | 3   | 8   | 23  | Ret | 14† | 5   | Ret | DSQ | Ret  | DSQ  | 32     |
| 11                                         | Marco Bonanomi      | 3    | 14   | Ret | 10  | DNS | 19  | 13  | 16  | 12  | 17  | 6   | Ret | 9   | 4   | 8   | 9   | 10  | 13  | 6    | 6    | 21     |
| 12                                         | Kōhei Hirate        | 12   | 11   | 10  | 16† | 5   | 4   | 16  | Ret | Ret | 9   | Ret | Ret | 3   | 7   | Ret | DSQ | 17  | 8   | 12   | 10   | 18     |
| 13                                         | Fabio Carbone       | 14   | 12   | 16  | 5   | 4   | DSQ | 6   | 12  | 9   | 12  | 7   | 18  | 17  | 13  | Ret | Ret | 20  | 11  | Ret  | 8    | 15     |
| 14                                         | Maximilian Götz     | 5    | 13   | Ret | DSQ | 8   | 11  | 15  | 7   |     |     |     |     |     |     |     |     |     |     | 3    | 18†  | 13     |
| 15                                         | Átila Abreu         | 8    | 9    | 11  | 12  | DSQ | 12  | Ret | 11  | 8   | 10  | 9   | 10  | 7   | 17† | 5   | 8   | 7   | 12  | 8    | Ret  | 12     |
| 16                                         | Esteban Guerrieri   | Ret  | 6    | 19  | 9   | 7   | 15  | 17  | 10  | 11  | 7   | 11  | 9   | 14  | 12  | 6   | 12  | 16  | 10  | 7    | 17   | 12     |
| 17                                         | Greg Franchi        | 13   | 19   | 15  | Ret | DSQ | 7   | Ret | Ret | 18  | 18  | Ret | 12  | 18  | 9   | 4   | 7   | 13  | 7   | 10   | 12   | 11     |
| 18                                         | Hannes Neuhauser    | Ret  | 16   | 12  | DSQ | Ret | 9   | 14  | 15  | Ret | 14  | Ret | 13  | 4   | 11  | 7   | 17† | 9   | Ret | 9    | 7    | 9      |
| 19                                         | Richard Antinucci   | 10   | 7    | 8   | 14  | DSQ | 14  | 9   | 14  |     |     |     |     |     |     |     |     |     |     |      |      | 3      |
| 20                                         | Ross Zwolsman       | 7    | 15   | 13  | Ret | 10  | 18  | 12  | 9   |     |     |     |     |     |     |     |     |     |     |      |      | 2      |
| 21                                         | Alejandro Núñez     | Ret  | 18   | 9   | DSQ | 9   | 10  | 10  | 8   | 10  | Ret | 12  | 16  | 13  | 14  | 9   | 15† | 14  | 18  | Ret  | 11   | 1      |
| 22                                         | Thomas Holzer       | 11   | Ret  | 18  | 13  | DSQ | 16  | Ret | 14  | 16  | 20  | 13  | 17  | 19  | 15  | 11  | 13  | 11  | 16  | Ret  | 15   | 0      |
| 23                                         | Filip Salaquarda    | Ret  | Ret  | 17  | Ret | 11  | Ret | 19† | 13  | 14  | 19  | 14  | 15  | 22  | 19† | 13  | 14  | 19  | 17  | 11   | 16   | 0      |
| Pilotos invitados inelegibles para puntuar |                     |      |      |     |     |     |     |     |     |     |     |     |     |     |     |     |     |     |     |      |      |        |
|                                            | Nico Verdonck       |      |      |     |     |     |     |     |     | 13  | 16  | 10  | 14  |     |     |     |     |     |     |      |      | 0      |
|                                            | Danny Watts         |      |      |     |     |     |     |     |     |     |     |     |     | 15  | Ret |     |     |     |     |      |      | 0      |
|                                            | Stephen Jelley      |      |      |     |     |     |     |     |     |     |     |     |     | 20  | 16  |     |     |     |     |      |      | 0      |
|                                            | Julia Kuhn          |      |      |     |     |     |     |     |     |     |     |     |     | 21  | 18  |     |     |     |     | DNQ  | DNQ  | 0      |
|                                            | Rob Austin          |      |      |     |     |     |     |     |     |     |     |     |     |     |     | 12  | Ret | 21  | Ret |      |      | 0      |
|                                            | Paolo Montin        |      |      |     |     |     |     |     |     |     |     |     |     |     |     |     |     | 15  | Ret |      |      | 0      |
|                                            | Ben Clucas          |      |      |     |     |     |     |     |     |     |     |     |     |     |     |     |     |     |     | Ret  | 14   | 0      |
| Pos.                                       | Piloto              | HOC1 | HOC1 | PAU | PAU | SPA | SPA | MON | MON | OSC | OSC | NOR | NOR | NÜR | NÜR | ZAN | ZAN | LAU | LAU | HOC2 | HOC2 | Puntos |

| Color     | Resultado                                                               |
| --------- | ----------------------------------------------------------------------- |
| Oro       | Ganador                                                                 |
| Plata     | 2.ª plaza                                                               |
| Bronce    | 3.ª plaza                                                               |
| Verde     | Finalizó en los puntos                                                  |
| Azul      | Finalizó sin puntos                                                     |
| Azul      | NC - No clasificado                                                     |
| Violeta   | Ret - No terminó (Carrera)                                              |
| Rojo      | DNQ - No se clasificó                                                   |
| Negro     | DSQ - Descalificado                                                     |
| Blanco    | DNS - No empezó (carrera)                                               |
| Blanco    | WD - Retirado (fin de semana)                                           |
| Blanco    | C - Carrera cancelada                                                   |
| Sin color | DNP - Inscrito pero no participó                                        |
| Sin color | INJ - Lesionado                                                         |
| Sin color | EX - Excluido                                                           |
| Estado    | Resultado                                                               |
| Negrita   | Pole position                                                           |
| Cursiva   | Vuelta rápida                                                           |
| †         | Abandona, pero clasifica al completar el porcentaje requerido para ello |

- [1]

### Copa de Novatos
Los pilotos novatos solo son elegibles para el título de la Copa de Novatos si no han competido anteriormente en un campeonato nacional o internacional de Fórmula 3.
| Pos. | Piloto            | HOC1 | HOC1 | PAU | PAU | SPA | SPA | MON | MON | OSC | OSC | NOR | NOR | NÜR | NÜR | ZAN | ZAN | LAU | LAU | HOC2 | HOC2 | Puntos |
| ---- | ----------------- | ---- | ---- | --- | --- | --- | --- | --- | --- | --- | --- | --- | --- | --- | --- | --- | --- | --- | --- | ---- | ---- | ------ |
| 1    | Sebastian Vettel  | 15   | 5    | 7   | 11  | DSQ | 13  | 18  | 17  | 5   | 5   | 2   | 4   | 11  | 2   | 2   | 2   | 3   | 15  | 13   | 3    | 157    |
| 2    | Esteban Guerrieri | Ret  | 6    | 19  | 9   | 7   | 15  | 17  | 10  | 11  | 7   | 11  | 9   | 14  | 12  | 6   | 12  | 16  | 10  | 7    | 17   | 132    |
| 3    | Guillaume Moreau  | 9    | 10   | 4   | 8   | 3   | Ret | Ret | Ret | 7   | 11  | 8   | 11  | 16  | 8   | 1   | 4   | 6   | 4   | Ret  | 2    | 128    |
| 4    | Átila Abreu       | 8    | 9    | 11  | 12  | DSQ | 12  | Ret | 11  | 8   | 10  | 9   | 10  | 7   | 17  | 5   | 8   | 7   | 12  | 8    | Ret  | 116    |
| Pos. | Piloto            | HOC1 | HOC1 | PAU | PAU | SPA | SPA | MON | MON | OSC | OSC | NOR | NOR | NÜR | NÜR | ZAN | ZAN | LAU | LAU | HOC2 | HOC2 | Puntos |

| Color     | Resultado                                                               |
| --------- | ----------------------------------------------------------------------- |
| Oro       | Ganador                                                                 |
| Plata     | 2.ª plaza                                                               |
| Bronce    | 3.ª plaza                                                               |
| Verde     | Finalizó en los puntos                                                  |
| Azul      | Finalizó sin puntos                                                     |
| Azul      | NC - No clasificado                                                     |
| Violeta   | Ret - No terminó (Carrera)                                              |
| Rojo      | DNQ - No se clasificó                                                   |
| Negro     | DSQ - Descalificado                                                     |
| Blanco    | DNS - No empezó (carrera)                                               |
| Blanco    | WD - Retirado (fin de semana)                                           |
| Blanco    | C - Carrera cancelada                                                   |
| Sin color | DNP - Inscrito pero no participó                                        |
| Sin color | INJ - Lesionado                                                         |
| Sin color | EX - Excluido                                                           |
| Estado    | Resultado                                                               |
| Negrita   | Pole position                                                           |
| Cursiva   | Vuelta rápida                                                           |
| †         | Abandona, pero clasifica al completar el porcentaje requerido para ello |

- [1]

### Campeonato de Escuderías
| Pos. | Escudería               | Puntos |
| ---- | ----------------------- | ------ |
| 1    | ASM Formule 3           | 261    |
| 2    | Signature-Plus          | 103    |
| 3    | Prema Powerteam         | 98     |
| 4    | Manor Motorsport        | 95     |
| 5    | ASL Mücke Motorsport    | 75     |
| 6    | Signature               | 62     |
| 7    | Team Rosberg            | 51     |
| 8    | HBR Motorsport          | 17     |
| 9    | Team Midland Euroseries | 15     |
| 10   | Ross Zwolsman           | 2      |

- [1]

### Copa de Naciones
| Pos. | Nación         | Puntos |
| ---- | -------------- | ------ |
| 1    | Reino Unido    | 237    |
| 2    | Alemania       | 170    |
| 3    | Francia        | 161    |
| 4    | Brasil         | 94     |
| 5    | Países Bajos   | 36     |
| 6    | Italia         | 22     |
| 7    | Japón          | 18     |
| 8    | Argentina      | 14     |
| 9    | Austria        | 11     |
| 10   | Bélgica        | 11     |
| 11   | Estados Unidos | 4      |
| 12   | España         | 2      |

- [1]